# توماس همفري كاشينج
توماس همفري كاشينج (بالإنجليزية: Thomas Humphrey Cushing)‏ هو عسكري أمريكي، ولد في 1755 في بيمبروك في الولايات المتحدة، وتوفي في 19 أكتوبر 1822 في نيو لندن في الولايات المتحدة.